# Gondal (stato)
Lo Stato di Gondal fu uno stato principesco del subcontinente indiano, avente per capitale la città di Gondal.

## Storia

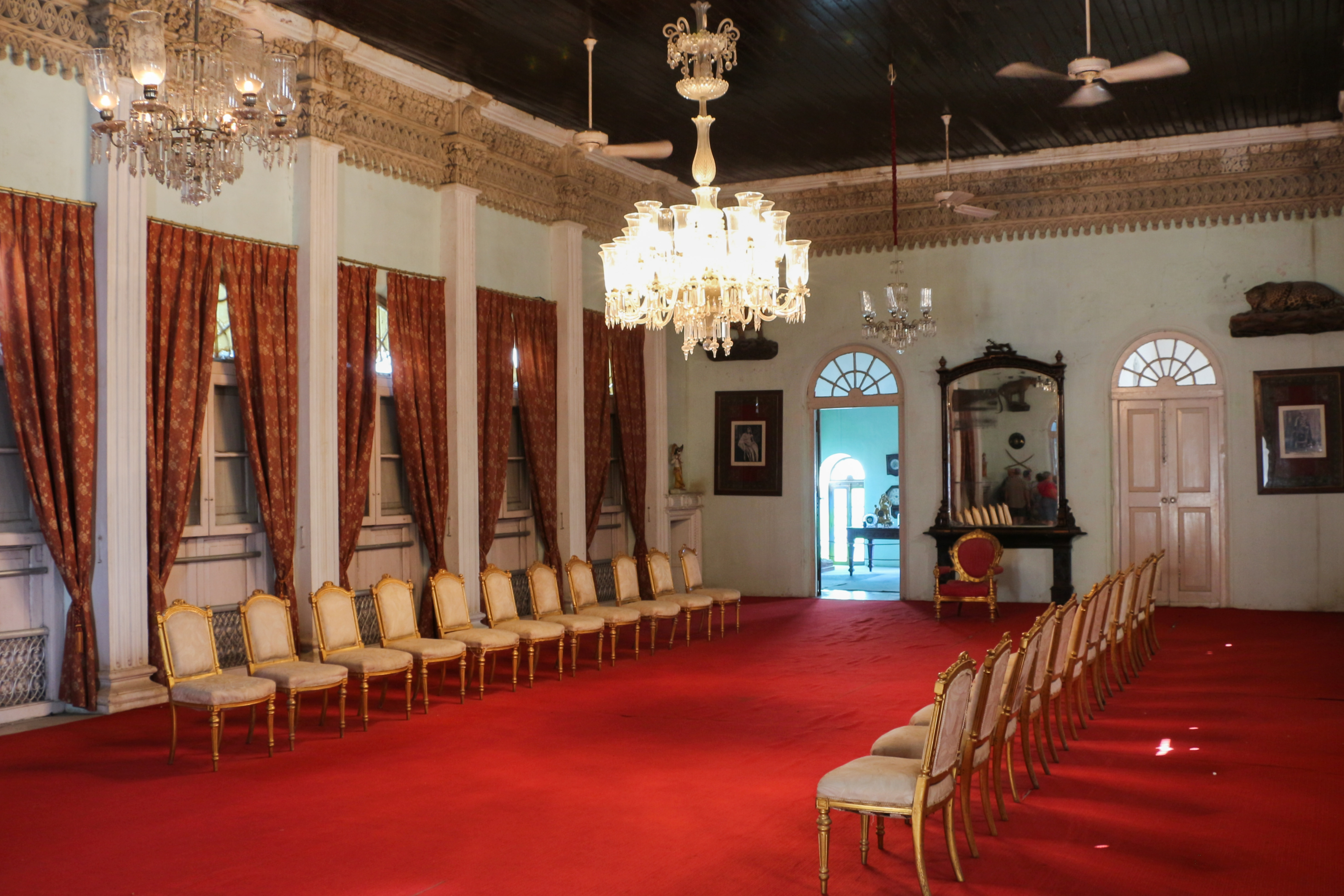
Interno del Palazzo di Naulakha.

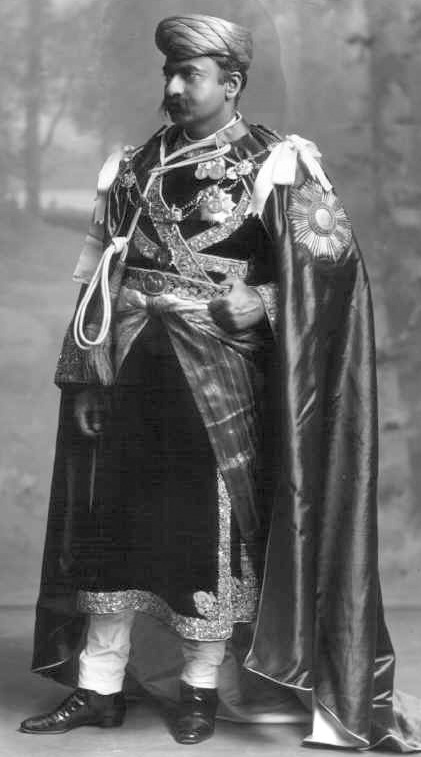
Il maharaja Bhagwatsimhji Sagramsimhji (1865 - 1944)

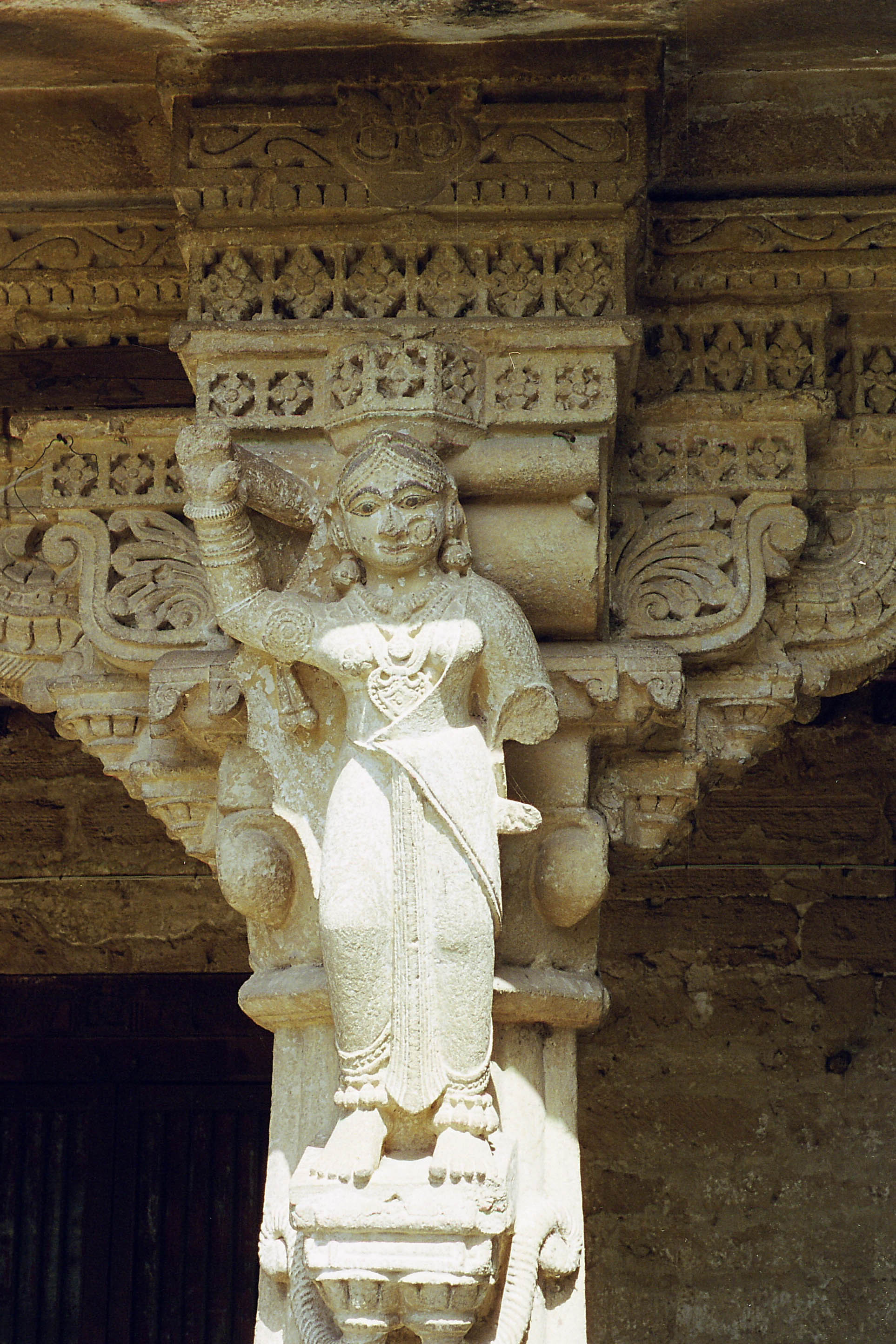
Una cariatide del palazzo di Naulakha.

Lo stato di Gondal venne fondato nel 1634 da Thakore Shri Kumbhoji I Meramanji dalla dinastia Hindu Rajput del clan Jadeja, che ricevette Ardoi ed altri villaggi in feudo da suo padre Meramanji.
Col suo quarto successore, Kumbhoji IV, lo stato acquisì anche i pargana di Dhoraji, Upleta, Sarai e Patanvav. L'ultimo regnante dello stato di Gondal, il maharaja Bhojrajji Bhagwatsimhji, siglò l'ingresso nell'Unione Indiana il 15 febbraio 1948.

## Governanti di Gondal
I regnanti di Gondal erano Thakurs della dinastia Jadeja ed acquisirono da tempi immemorabili il titolo di Thakur Sahib, mutandolo in Savaj dal 1866.

### Thakur
| Regno     | Nome                                                |
| --------- | --------------------------------------------------- |
| 1648–1713 | Sagramji I Kumbhoji (1634–1713)                     |
| 1713–1752 | Haloji Sagramji (1676–1752)                         |
| 1752–1789 | Kumbhoji II Haloji (1712–1789)                      |
| 1789–1791 | Muluji Sagramji (Malubhai Sahib) (1754–1791)        |
| 1791–1800 | Dajibhai Muluji (1775–1800)                         |
| 1800–1812 | Devaji Sagramji (Devabhai Sahib) (1769–1812)        |
| 1812–1814 | Nathuji Devaji (Nathubhai Sahib) (1814)             |
| 1814–1821 | Kanuji Devaji (–1821)                               |
| 1821–1841 | Chandrasimhji Devaji (Motibhai Sahib) (1797–1841)   |
| 1841–1851 | Bhanabhai Devaji (1851)                             |
| 1851–1866 | Sagramji II Devaji (Sagramji Bhanabhai) (1822–1869) |

### Savaj di gondal
| Regno                            | Nome |
| -------------------------------- | --- |
| 1866 – 14 dicembre 1869          | Sagramji II Devaji |
| 14 dicembre 1869 – 10 marzo 1944 | Bhagwatsimhji Sagramsimhji (1865–1944) (dal 15 febbraio 1887, Sir Bhagwatsimhji Sagramsimhji) (titolo personale di maharaja dal 1º gennaio 1888) |
| 10 marzo 1944 – 15 agosto 1947   | Bhojrajji Bhagwatsimhji (1883–1952) (titolo personale di maharaja)                                                                               |

### Reggenza
- 16 settembre 1878 – 24 agosto 1884 reggenza
  - W. Scott (al giugno del 1882)
  - Jayashankar Lalshankar (al febbraio 1882)
  - Bhagvat Sinhji (dal febbraio 1882)
  - Hancock (per Scott dal dicembre 1880 - febbraio 1881)
  - Nutt (dal giugno 1882 [e per Scott agosto 1881 - gennaio 1882])